# Авдуєвський Всеволод Сергійович
Авдуєвський Всеволод Сергійович (нар. 28 липня 1920, Березівка, Одеська область, Україна — 14 березня 2003, Москва, Росія) — механік, професор (1962), академік АН СРСР (1979), Ленінська премія (1970), Державна премія СРСР (1978)

## Біографія
Закінчив Московський авіаційний інститут (1944).
Працював у Центральному інституті авіаційного моторобудування та інших установах у Москві.
Основні дослідження стосуються аеромеханіки великих швидкостей і космічної техніки. Вивчав течію однорідного газу при вільному розподілі швидкостей зовнішнього потоку і наявність теплообміну між тілом і стінкою (1960). Розробив метод розрахунку просторової турбулентності межового шару (1966); методи розрахунку гідродинаміки і теплообміну при обтіканні апаратів склад. форми під великим кутом атаки в умовах взаємодії тривимірного примежового шару з ударними хвилями..

## Праці
- Основы теории полета кос- мических аппаратов. Москва, 1972 (співавт.);
- Народнохозяйственные и научные космические комплексы. Москва, 1985 (співавт.);
- Научные основы прогрессивной техники и технологии. Москва, 1985 (співавт.);
- «Звездные войны» — безумие и преступление. Москва, 1986 (співавт.);
- Космонавтика СССР. Москва, 1987 (співавт.);
- Работает невесомость. Москва, 1988 (співавт.);
- Газодинамика сверхзвуковых неизобарических струй. Москва, 1989 (співавт.);
- Космическая индустрия. Москва, 1989 (співавт.).
- Літ.: Математики. Механики.